# Doriaboomkangoeroe
De doriaboomkangoeroe (Dendrolagus dorianus) is een zoogdier uit de familie van de kangoeroes (Macropodidae). De wetenschappelijke naam van de soort werd voor het eerst geldig gepubliceerd door Edward Pierson Ramsay in 1883. Het is een endemische diersoort uit Nieuw-Guinea die als eerbetoon vernoemd is naar de Italiaanse natuuronderzoeker Giacomo Doria.

## Taxonomie
Tot 2018 werden de soorten Dendrolagus mayri, D. notatus en D. stellarum soms als ondersoorten van deze soort gerekend. Onderzoek toonde echter aan dat deze taxa genetisch en morfologisch zo verschilden dat ze het best als aparte soorten gerekend konden worden.

## Kenmerken
De Doriaboomkangoeroe is een grote boomkangoeroe met een bruin lichaam en een bleke, korte staart. De kop-romplengte bedraagt 515 tot 730 mm, de staartlengte 445 tot 662 mm, de achtervoetlengte 100 tot 130 mm, de oorlengte 45 tot 58,2 mm en het gewicht 6,5 tot 14,5 kg (het is mogelijk dat deze maten deels op exemplaren van D. stellarum gebaseerd zijn).

## Leefwijze
De doriaboomkangoeroe eet waarschijnlijk bladeren en is overdag en in de schemering actief. Hoewel de soort goed aan een leven in bomen is aangepast, brengt hij veel tijd op de grond door. De Doriaboomkangoeroe is zeer sociaal en vormt haremgroepen met een dominant mannetje. De dieren spelen vaak met elkaar en kunnen zes verschillende geluiden maken. Deze boomkangoeroe is sterk en agressief en in staat om jachthonden te doden. Ook mensen zijn wel aangevallen. Zijn voedsel bestaat uit bladen, knoppen, bloemen en vruchten.

## Verspreiding
Deze soort komt voor in de bergen van zuidoostelijk Nieuw-Guinea, op hoogtes van 600 tot 3650 meter.

## Voortplanting
De draagtijd duurt 30 dagen, waarna één jong het levenslicht ziet. Dit klampt zich direct na de geboorte aan de tepel in de buidel vast en blijft daar tot 10 maanden hangen.